# Ozzy and Friends Tour
La gira Ozzy and Friends Tour fue una gira de conciertos que reemplazó a la mayoría de las fechas originales de la gira Black Sabbath Reunion Tour de 2012.
El 17 de febrero de 2012, la banda británica Black Sabbath se vio obligada a reprogramar su gira de reunión debido al estado de salud del guitarrista Tony Iommi, quien había sido recientemente disgnosticado con linfoma. La banda confirmó que realizarían un único concierto para su planificada gira europea, en el Download Festival, para el día 10 de junio en Inglaterra. En solitario, el vocalista Ozzy Osbourne encabezó una gira de 17 conciertos como parte de Ozzy & Friends, con invitados especiales como los guitarristas Slash y Zakk Wylde, así como el bajista Geezer Butler -compañero de Osbourne en Black Sabbath- en fechas determinadas.

## Fechas de la gira
| Fecha               | Ciudad    | País            | Local                         |
| ------------------- | --------- | --------------- | ----------------------------- |
| Europa              |           |                 |                               |
| 23 de mayo de 2012  | Helsinki  | Finlandia       | Hartwall Areena               |
| 25 de mayo de 2012  | Estocolmo | Suecia          | Estadio Olímpico de Estocolmo |
| 27 de mayo de 2012  | Jelling   | Dinamarca       | Jelling Festival              |
| 29 de mayo de 2012  | Bergen    | Noruega         | Koengen                       |
| 31 de mayo de 2012  | Oslo      | Noruega         | Spektrum                      |
| 2 de junio de 2012  | Malmö     | Suecia          | Estadio de Malmö              |
| 4 de junio de 2012  | Dortmund  | Alemania        | Westfalenhalle                |
| 6 de junio de 2012  | Praga     | República Checa | O2 Arena                      |
| 13 de junio de 2012 | Madrid    | España          | Palacio de Vistalegre         |
| 15 de junio de 2012 | Vitoria   | España          | Azkena Rock Festival          |
| 17 de junio de 2012 | Clisson   | Francia         | Hellfest                      |
| 20 de junio de 2012 | Mannheim  | Alemania        | SAP Arena                     |
| 22 de junio de 2012 | Dessel    | Bélgica         | Graspop Metal Meeting         |
| 24 de junio de 2012 | Milán     | Italia          | Gods of Metal                 |
| 26 de junio de 2012 | Viena     | Austria         | Wiener Stadthalle             |
| 28 de junio de 2012 | Belgrado  | Serbia          | Ušće Parque                   |
| 1 de julio de 2012  | Malakasa  | Grecia          | Rockwave Festival             |

## Personal
- Ozzy Osbourne – voz
- Geezer Butler – bajo
- Zakk Wylde – guitarra
- Slash – guitarra
- Adam Wakeman - guitarra, teclados
- Gus G - guitarra
- Blasko - bajo
- Tommy Clufetos - batería